# 威廉·弗拉德·韦伯
威廉·弗拉德·韦伯（英語：Sir William Flood Webb，1887年1月21日—1972年8月11日），是澳大利亚的法官，是远东国际军事法庭的审判法官之一。

## 生平
1887年，出生于昆士兰州布里斯班。
1915年，任公众辩护律师（State Public Defender）。
1916年，任官方律师（official solicitor）。
1917年，任昆士蘭州民事檢察專員（Crown Solicitor）。
1922年，任昆士蘭州法律政策專員（solicitor-general）。
1925年，任昆士兰仲裁法院法官。
1940年，任昆士兰法院院长。
1943年，任澳大利亚日军罪行调查委员会主席。
1946年，参与东京审判。
1958年，退休。
1972年，去世。